# Stardust: The Great American Songbook, Volume III
Stardust: The Great American Songbook, Volume III es el vigésimo segundo álbum de estudio del cantante británico de rock Rod Stewart, publicado en 2004 por el sello J Records. Es el tercer trabajo de la serie Great American Songbook, con la cual realiza una especie de tributo a los músicos de dicha ola musical.
Al igual que sus antecesores recibió malas críticas por parte de la prensa especializada, pero obtuvo un gran éxito a nivel comercial en los principales mercados mundiales, incluso superando las posiciones alcanzadas de los anteriores álbumes en las listas musicales Por su parte, gracias  a este disco en 2005 Stewart ganó su primer, y por el momento, único premio Grammy en la categoría mejor álbum de pop vocal tradicional.

## Recepción comercial
Luego de ser puesto a la venta logró muy buenas posiciones en las listas musicales de varios países, entre ellos alcanzó el primer lugar en los Billboard 200 de los Estados Unidos, posición que no obtenía desde Blondes Have More Fun de 1978. A principios de noviembre del mismo año la Recording Industry Association of America lo certificó con disco de platino, luego de vender más de un millón de copias en ese país. Por su parte, en el Reino Unido se situó en la tercera posición de la lista UK Albums Chart y un mes más tarde fue certificado con disco de platino por el organismo British Phonographic Industry, luego de superar las 300 000 copias vendidas. El éxito comercial también se repitió en países como Bélgica, Australia, Polonia y Suecia, en donde fue certificado con discos de oro o de platino. A pesar de que recibió una excelente atención en los mercados mundiales, ninguna de sus canciones se publicó como sencillo.

## Lista de canciones
| N.º | Título                                             | Escritor(es)                                  | Duración |  |
| 1.  | «Embraceable You»                                  | George Gershwin, Ira Gershwin                 | 3:30     |  |
| 2.  | «For Sentimental Reasons»                          | William Best, Deek Watson                     | 3:02     |  |
| 3.  | «Blue Moon» (con Eric Clapton)                     | Richard Rodgers, Lorenz Hart                  | 4:05     |  |
| 4.  | «What a Wonderful World» (con Stevie Wonder)       | Bob Thiele, George David Weiss                | 4:30     |  |
| 5.  | «Stardust»                                         | Hoagy Carmichael, Mitchell Parish             | 4:01     |  |
| 6.  | «Manhattan» (dueto con Bette Midler)               | Rodgers, Hart                                 | 2:53     |  |
| 7.  | «'S Wonderful»                                     | G. Gershwin, I. Gershwin                      | 3:24     |  |
| 8.  | «Isn't It Romantic?»                               | Rodgers, Hart                                 | 3:50     |  |
| 9.  | «I Can't Get Started»                              | Vernon Duke, I. Gershwin                      | 3:23     |  |
| 10. | «But Not for Me»                                   | G. Gershwin, I. Gershwin                      | 3:22     |  |
| 11. | «A Kiss to Build a Dream on»                       | Oscar Hammerstein II, Bert Kalmar, Harry Ruby | 3:13     |  |
| 12. | «Baby, It's Cold Outside» (dueto con Dolly Parton) | Frank Loesser                                 | 3:51     |  |
| 13. | «Night and Day»                                    | Cole Porter                                   | 3:08     |  |
| 14. | «A Nightingale Sang in Berkeley Square»            | Eric Maschwitz, Manning Sherwin               | 4:03     |  |

| Pistas adicionales en la edición japonesa |                                                     |                                                            |          |  |
| N.º                                       | Título                                              | Escritor(es)                                               | Duración |  |
| 15.                                       | «You Belong to Me»                                  | Pee Wee King, Chilton Price, Redd Stewart                  | 3:12     |  |
| 16.                                       | «Smile» (publicado inicialmente en As Time Goes By) | Charlie Chaplin, John Phillips, Geoffrey Claremont Parsons | 3:13     |  |

## Posicionamiento en listas
| País           | Lista                   | Posición |
| -------------- | ----------------------- | -------- |
| Estados Unidos | Billboard 200           | 1        |
| Canadá         | Canadian Albums Chart   | 1        |
| Reino Unido    | UK Albums Chart         | 3        |
| Suecia         | Sverigetopplistan       | 3        |
| Polonia        | Polish Music Charts     | 3        |
| Australia      | ARIA Charts             | 8        |
| Portugal       | Portuguese Albums Chart | 13       |
| Países Bajos   | MegaCharts              | 13       |
| Noruega        | VG-lista                | 17       |
| Nueva Zelanda  | RIANZ Charts            | 20       |
| Bélgica        | Ultratop (Valona)       | 32       |
| Finlandia      | Yleisradio              | 37       |
| Japón          | Japan Albums Chart      | 40       |
| Bélgica        | Ultratop (Flandes)      | 65       |
| Irlanda        | Irish Music Charts      | 68       |

## Certificaciones
| País           | Organismo certificador | Certificación | Ventas certificadas | Ref.   |
| -------------- | ---------------------- | ------------- | ------------------- | ------ |
| Estados Unidos | RIAA                   | Platino       | 1 000               | [ 4 ]  |
| Reino Unido    | BPI                    | Platino       | 300 000             | [ 6 ]  |
| Australia      | ARIA                   | Platino       | 70 000              | [ 20 ] |
| Suecia         | GLF                    | Platino       | 60 000              | [ 21 ] |
| Bélgica        | IFPI - Bélgica         | Oro           | 25 000              | [ 22 ] |
| Polonia        | ZPAV                   | Oro           | 20 000              | [ 23 ] |
| Nueva Zelanda  | RIANZ                  | Oro           | 7500                | [ 24 ] |